# 毛垫卷蛾属
毛垫卷蛾属（学名：Synochoneura）为卷叶蛾科的一个属。

## 下属物种
本属包括以下物种：
- Synochoneura dentana Wang & Li
- Synochoneura ochriclivis (Meyrick, 1931)
- 宽板毛垫卷蛾 Synochoneura tapaishani (Caradja, 1939)